# Borisowskaja (rejon tarnoski)
Borisowskaja (ros. Борисовская) – wieś w Rosji, w rejonie tarnoskim obwodu wołogodzkiego. W 2021 r. była niezamieszkana.